# أبو علي محمد الجيهاني
أبو علي محمد بن محمد الجيهاني (تُوفي عام 942) كان وزيرًا في الدولة السامانية.

## حياته
كان من أسرة الجيهاني، التي قدمت عددًا من المسؤولين إلى السامانيين. وبما أن المصادر تشير إلى هؤلاء الأفراد غالبًا بألقابهم الكنية والنسبة فقط، فإن التفريق بين حياتهم وهوياتهم يعد أمرًا صعبًا. كان أبو علي ابن أبي عبد الله محمد بن أحمد الجيهاني، شغل منصب وزير للأمير نصر الساماني الثاني بين عامي 914 و922.
شغل أبو علي نفسه منصب الوزير لنصر الثاني من عام 937/8 حتى 941/2 أو قبل ذلك بقليل. وخلال هذه الفترة، اعتنق الإسماعيلية كما فعل أميره. تُوفي في عام 330 هـ (941/2 م)، وخلفه أحد أنصار الإسماعيلية المتحمسين، أبو الطيب المصعبي. ومع ذلك، من المحتمل أن المصعبي تولى المنصب قبل وفاة أبي علي.
وفقًا لبعض المصادر، كان أبو علي راعيًا للغنوصي الشيعي الكيال. كما أن ابنه، أبو عبد الله، شغل منصب الوزير أيضًا بين عامي 975/6 و977.